# Straße von Surigao

Karte mit der Straße von Surigao im Osten der Boholsee

Die Straße von Surigao ist eine natürliche Wasserstraße zwischen den Inseln Mindanao und Leyte auf den Philippinen und verbindet die Mindanaosee mit dem Golf von Leyte. 

## Geographie
Die Straße von Surigao beginnt von der Mindanaosee kommend zwischen der zur Provinz Southern Leyte gehörenden Insel Panaon und der nördlichen Spitze von Surigao del Norte im Nordosten der Insel Mindanao. Sie windet sich von dort an nach Norden und verläuft entlang der Insel Leyte auf der einen und der Provinz Dinagat Islands auf der anderen Seite, um schließlich in den Golf von Leyte überzugehen.
Die Wasserstraße wird regelmäßig von Fähren überquert, die Waren und Personen zwischen den Visayas und Mindanao transportieren. Die Hauptanschlusspunkte dieser Fährstrecken sind Liloan in der Provinz Southern Leyte und Surigao City in Surigao del Norte.

## Geschichte
Im Jahr 1521 nutzte die Flotte Ferdinand Magellans die Straße von Surigao, um, nach einem kurzen Aufenthalt auf der Insel Homonhon, zuerst die Insel Mindanao und später den gesamten restlichen philippinischen Archipel zu erkunden.
Am 25. Oktober 1944 fand in dem Gewässer die Schlacht in der Surigao-Straße statt. Sie war eines von mehreren Gefechten, die zusammen unter dem Namen See- und Luftschlacht im Golf von Leyte als die größte Seeschlacht aller Zeiten in die Geschichte einging.